# 雷神移相器
雷神移相器（英語：Raytheon Phaser）是雷神技术公司开发的一种定向能武器。雷神移相器主要利用高功率微波电磁辐射摧毁敌方无人机。从技术上讲，这让其成为激微波器而不是移相器。该系统使用真空管技术产生辐射功率，并且使用反射器天线产生锥形波束，这使其能够在短距离内同时摧毁多架无人机。